# Simbar-Xipak
Simbar-Xipak o Simbar-Šipak o potser Simbar-Šiḫu (la lectura del text cuneïforme és incerta) va ser el fundador de la segona dinastía del País de la Mar, la cinquena dinastia de Babilònia, segons la Llista dels reis de Babilònia. Va regnar des del 1021 aC al 1004 aC aproximadament, o potser del 1025 aC al 1008 aC. Era fill d'Eriba-Sin, un personatge per altra banda desconegut.
Durant el seu regnat va reconstruir diversos temples que havien destruït els arameus i els suteus. Alguns estudiosos pensen que és el mateix rei que un Sibir anomenat als annals d'Assurnasirpal II, com el rei que va ocupar i arrasar la ciutat d'Atlila, però la qüestió no està resolta.
Va viure en uns temps difícils amb sequeres que van malmetre les collites i freqüents incursions de pobles veïns seminòmades, que van provocar la caiguda de Nabu-Xum-Libur, rei de la segona dinastia d'Isin i rei de la quarta dinastia de Babilònia. Va aprofitar aquesta situació i des del País de la Mar, al sud de Mesopotàmia, va ocupar el tron per estabilitzar el país. Va regnar 18 anys, segons la Llista. Era soldat al servei de la dinastia de Damiq ilishu, una referència a l'últim rei de la dinastia del País de la Mar que va regnar a Mesopotàmia, i se'n declarava descendent. Encara que el seu nom és aparentment cassita, no hi ha cap evidència que fos d'aquesta tribu. Es conserva molt poca informació sobre aquest rei. Una punta de fletxa porta la inscripció: "propietat de Simbar-Šiḫu, fill d'Eriba-Sin".